# Bank Robber
Pour plus de détails, voir Fiche technique et Distribution.
Bank Robber est un film américain réalisé par Nick Mead, sorti en salles en 1993. En France, le film est diffusé à la télévision sous le titre Bad Billy.

## Synopsis
Par amour pour une femme, un jeune homme braque une banque. Mais filmé par les caméras de surveillance à visage découvert, il est obligé de se planquer dans un hôtel miteux, alors qu'il devient une vedette médiatique.

## Fiche technique
- Titre français : Bad Billy
- Titre original : Bank Robber
- Réalisation : Nick Mead
- Scénario : Nick Mead
- Photographie : Andrzej Sekula
- Montage : Maysie Hoy
- Musique : Stewart Copeland
- Société de production : IRS Media, Initial groupe
- Pays de production :  États-Unis
- Langue : Anglais
- Format : Couleur - Dolby Digital - DTS - 35 mm - 1.85:1
- Genre : Comédie
- Durée : 91 min
- Classification : 
  - France : tous publics[2]

## Distribution
- Patrick Dempsey (VF : Emmanuel Curtil) : Billy
- Lisa Bonet : Priscilla
- Judge Reinhold  (VF : Edgar Givry)  : Officier Gross
- Forest Whitaker  (VF : Emmanuel Jacomy)  : Officier Battle
- Olivia d'Abo : Selina
- Mariska Hargitay (VF : Pauline Larrieu) : Marisa Benoit
- Michael Jeter : Le réceptionniste n°1
- Joe Alaskey : Le réceptionniste n°2
- Andy Romano : Le capitaine de police
- Warren Munson  (VF : Roland Ménard)  : Le directeur de la banque
- Lisa Spikerman  (VF : Dorothée Jemma)  : Candy
- James Garde : Chris
- Stephen McDonough : Andy
- Miles A. Copeland III : Le télévangeliste
- Josh De Bear : Le livreur de pizza
- Michael Wyle : Le dealer
- Mark Pellegrino  (VF : Jean-Philippe Puymartin)  : Le motard
- Paula Kelly : La mère

## Box-office
- États-Unis : 115 842 $[3]
- France : 2 331 entrées[3]